# Дом Туварджиевых
Дом Туварджиевых с бильярдной — полутораэтажное сооружение, которое обладало исторической ценностью и находилось по улице Шаумяна, 41 в Ростове-на-Дону. Возраст сооружения составлял около 100 лет, оно было примером типичного купеческого дома конца XIX столетия. В этом доме размещалась первая в городе бильярдная. В 2016 году дом был снесен.

## История

### Конец XIX века
Дом был построен в конце XIX века. Первое письменное упоминание о нём было найдено в Оценке недвижимого имущества Ростова-на-Дону, опубликованного в 1894 году. Тогда это строение значилось под № 67, а его собственницей была женщина по имени Иванова Анна Александровна. Согласно документам, имущество оценивалось в 2750 рублей. Есть сведения, что в этом же году собственниками дома стали братья Туварджиевы — Егор и Степан. Они вели предпринимательскую деятельность — торговали вином, для этого арендовали магазины, которые находились вблизи площади Старый рынок.

### XX век
В начале XX века строение стало известно в городе как «Дом купцов Туварджиевых с бильярдной», именно это название и закрепилось за домом в будущие годы. По состоянию на 1904 год, оценочная стоимость дома составила 5500 рублей. В 1911 году собственниками недвижимого имущества стали Степан Христофорович и Евгения Дмитриевна Туварджиевы. Эти собственники сделали перестройку дома, увеличив его стоимость в 3 раза. В доме была создана мансарда, цокольный этаж стал использоваться по-другому. Появилась бильярдная. В период с 1913 по 1914 года была создана надпись «Білліардная», которая была сохранена до 2016 года. Надпись была изготовлена в специальной мастерской Мишустина, которая вначале находилась по соседству, а затем через один дом. В 1920-х годах бильярдная была закрыта. В XX столетии в доме было несколько коммунальных квартир, его фасад часто использовался при съемке фильмов.

### XXI век
В 2015 году появилась информация про будущий снос дома, обладающего исторической ценностью. К попыткам сохранения объекта присоединилось ростовское отделение Всероссийского союза охраны памятников. Его представители предоставили необходимую информацию и документы в Министерство культуры с просьбой предоставить охранный статус и признать «Дом Туварджиевых с бильярдной» объектом, который обладает общественной ценностью. Вопрос должен был быть решен в феврале 2016 года — строение отказались признать объектом культурного наследия. В конце апреля 2016 года дом купцов Туварджиевых с бильярдной был снесен, на его месте ведется строительство многоэтажной гостиницы.

## Описание
Дом был примером типичной застройки конца XIX века.. Размещался на территории исторического центра.